# Orostachys boehmeri
Orostachys boehmeri är en fetbladsväxtart som först beskrevs av Tomitaro Makino, och fick sitt nu gällande namn av Kanesuke Hara. Orostachys boehmeri ingår i släktet Orostachys och familjen fetbladsväxter. Inga underarter finns listade i Catalogue of Life.